# وايتووتر
وايتووتر (ويسكونسن) (بالإنجليزية: Whitewater, Wisconsin)‏ هي بلدة و مدينة من الدرجة الرابعة تقع في الولايات المتحدة في مقاطعة جيفرسون (ويسكونسن). يقدر عدد سكانها بـ 14,390 نسمة ومساحتها 23.47 كم2 وترتفع عن سطح البحر 251 متر.

## التركيبة السكانية
قام مكتب تعداد الولايات المتحدة بتحديد بيانات التركيبة السكانية لوايتووترفي تعداد الولايات المتحدة. في ما يلي، التركيبة السكانية حسب تعدادي 2000 و2010.

### تعداد عام 2000
بلغ عدد سكان وايتووتر 113 نسمة بحسب تعداد عام 2000، وبلغ عدد الأسر 48 أسرة وعدد العائلات 37 عائلة مقيمة في البلدة. في حين سجلت الكثافة السكانية 564.0 نسمة لكل ميل مربع (217.8/كم2). وبلغ عدد الوحدات السكنية 60 وحدة بمتوسط كثافة قدره 299.5 نسمة لكل ميل مربع (115.6/كم2).
وتوزع التركيب العرقي للبلدة بنسبة 100.00% من البيض.
بلغ عدد الأسر 48 أسرة كانت نسبة 16.7% منها لديها أطفال تحت سن الثامنة عشر تعيش معهم، وبلغت نسبة الأزواج القاطنين مع بعضهم البعض 64.6% من أصل المجموع الكلي للأسر، ونسبة 10.4% من الأسر كان لديها معيلات من الإناث دون وجود شريك، وكانت نسبة 22.9% من غير العائلات. تألفت نسبة 22.9% من أصل جميع الأسر من أفراد ونسبة 12.5% كانوا يعيش معهم شخص وحيد يبلغ من العمر 65 عاماً فما فوق. وبلغ متوسط حجم الأسرة المعيشية 2.76، أما متوسط حجم العائلات فبلغ 2.35.
بلغ العمر الوسطي للسكان 44 عاماً. وكانت نسبة 17.7% من القاطنين تحت سن الثامنة عشر، وكانت نسبة 11.5% بين الثامنة عشر والأربعة وعشرون عاماً، ونسبة 21.2% كانت واقعةً في الفئة العمرية ما بين الخامسة والعشرون حتى والأربعة وأربعون عاماً، ونسبة 27.4% كانت ما بين الخامسة والأربعون حتى الرابعة والستون، ونسبة 22.1% كانت ضمن فئة الخامسة والستون عاماً فما فوق. يوجد لكل 100 أنثى 82.3 ذكر، ويوجد لكل 100 أنثى في الثامنة عشر من عمرها فما فوق 86.0 ذكر.
بلغ متوسط دخل الأسرة في البلدة 26,750 دولار، أما متوسط دخل العائلة فبلغ 31,000 دولار. وكان متوسط دخل الذكور 18,594 دولار مقابل 16,563 دولار للإناث. وسجل دخل الفرد الخاص بالبلدة 11,533 دولار.

### تعداد عام 2010
بلغ عدد سكان وايتووتر 14,390 نسمة بحسب تعداد عام 2010، وبلغ عدد الأسر 4,766 أسرة وعدد العائلات 1,781 عائلة مقيمة في المدينة. في حين سجلت الكثافة السكانية 1,642.7 نسمة لكل ميل مربع (634.3/كم2). وبلغ عدد الوحدات السكنية 5,113 وحدة بمتوسط كثافة قدره 583.7 لكل ميل مربع (225.4/كم2).
وتوزع التركيب العرقي للمدينة بنسبة 88.0% من البيض و 0.3% من الأمريكيين الأصليين و 1.9% من الأمريكيين ذوي الأصول الآسيوية و 0.1% من سكان جزر المحيط الهادئ و 3.5% من الأمريكيين الأفارقة و 1.8% من عرقين مختلطين أو أكثر.
بلغ عدد الأسر 4,766 أسرة كانت نسبة 18.8% منها لديها أطفال تحت سن الثامنة عشر تعيش معهم، وبلغت نسبة الأزواج القاطنين مع بعضهم البعض 26.2% من أصل المجموع الكلي للأسر، ونسبة 7.4% من الأسر كان لديها معيلات من الإناث دون وجود شريك، بينما كانت نسبة 3.8% من الأسر لديها معيلون من الذكور دون وجود شريكة وكانت نسبة 62.6% من غير العائلات. تألفت نسبة 34.6% من أصل جميع الأسر من أفراد ونسبة 9.7% كانوا يعيش معهم شخص وحيد يبلغ من العمر 65 عاماً فما فوق. وبلغ متوسط حجم الأسرة المعيشية 3.01، أما متوسط حجم العائلات فبلغ 2.28.
بلغ العمر الوسطي للسكان 21.9 عاماً. وكانت نسبة 11.9% من القاطنين تحت سن الثامنة عشر، وكانت نسبة 53.5% بين الثامنة عشر والأربعة وعشرون عاماً، ونسبة 14.7% كانت واقعةً في الفئة العمرية ما بين الخامسة والعشرون حتى والأربعة وأربعون عاماً، ونسبة 11.8% كانت ما بين الخامسة والأربعون حتى الرابعة والستون، ونسبة 8.4% كانت ضمن فئة الخامسة والستون عاماً فما فوق. وتوزع التركيب الجنسي للسكان بنسبة 50.7% ذكور و49.3% إناث.